# Intenzita osvětlení
Intenzita osvětlení (též osvětlenost, osvětlivost) je fotometrická veličina definovaná jako světelný tok dopadající na jednotku plochy. Je tedy podílem světelného toku (v lumenech) a plochy (v metrech čtverečních).
Značí se E.
Její jednotkou je lux (lx).
{\displaystyle E={\frac {\mathrm {d} \Phi }{\mathrm {d} A}}}
{\displaystyle E={\frac {\Phi }{S}}}.
V případě bodového zdroje o svítivosti I a paprsků dopadajích pod úhlem α k normále plochy, vzdálené od zdroje r, pak
{\displaystyle E={\frac {I}{r^{2}}}\cos \alpha }
Osvětlení je tedy nepřímo úměrné čtverci vzdálenosti a je tím slabší, čím šikměji paprsky dopadají.
Jednotkou osvětlení je lux (lx), což je osvětlení způsobené světelným tokem 1 lm dopadajícím na plochu 1 m².
Podle Evropské normy pro osvětlení nesmí být v prostorech s trvalým pobytem osob udržovaná osvětlenost menší než 200 lx. Citlivost oka je značná a je schopno rozlišit předměty již při osvětlení 10−5 lx . 
Běžná hodnota osvětlení ve vnitřních prostorách se pohybuje v rozmezí 100–2000 lx, ve slunečný letní den na volném prostranství lze naměřit hodnoty větší než 70 000 lx (v zeměpisné šířce ČR). Jasná měsíční noc při úplňku představuje osvětlenost do 0,5 lx. Lidský zrak je natolik adaptabilní, že dokáže vnímat určité světelné podněty ještě při hladině 10−9 lx, samozřejmě bez možnosti rozlišovat jakékoliv předměty; a naopak, člověk je schopen číst výrazný text při osvětlení zhruba 108 lx (pochopitelně za cenu výrazného nepohodlí).